# Jan van Haensbergen

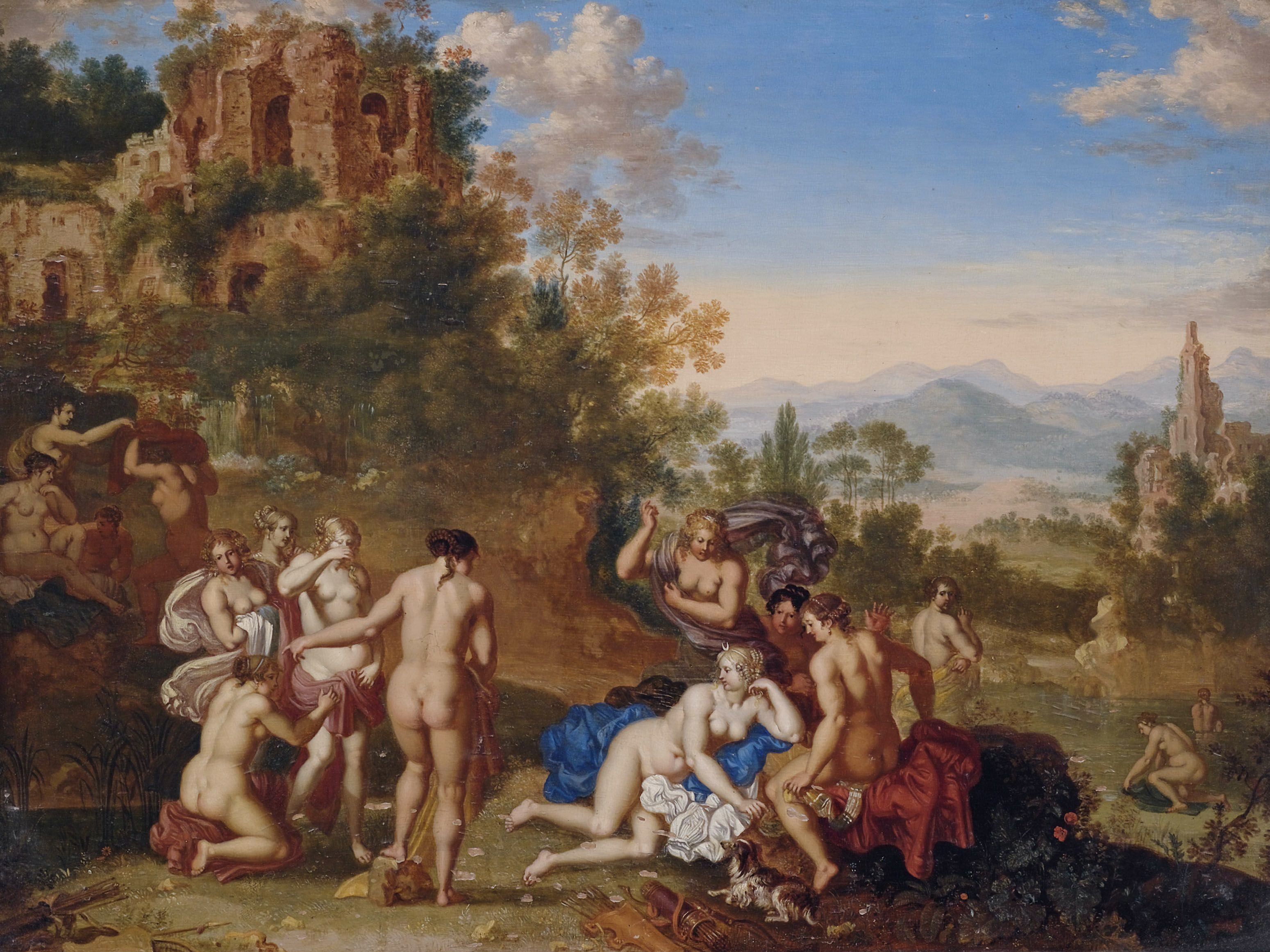
Diana e le sue ninfe scoprono la gravidanza di Callisto

Jan o Johan van Haensbergen o Haansbergen (Gorinchem o Utrecht, 2 gennaio 1642 – L'Aia, 10 gennaio 1705) è stato un pittore, disegnatore, incisore e copista olandese del secolo d'oro.

## Biografia
Non si conosce con esattezza il luogo di nascita di quest'artista. Sicuramente trascorse la sua giovinezza a Gorinchem, nell'Olanda Meridionale, e la sua famiglia, infatti, proveniva da quella città, e studiò ad Utrecht: fu infatti allievo di Cornelis van Poelenburch, probabilmente uno degli ultimi, e nel 1668 entrò a far parte della locale Corporazione di San Luca.
Alcune sue opere sono firmate Joh. Haensbergh Gorco fecit, il che fa presumere che provenisse o avesse lavorato a Gorinchem. Si suppone anche una sua possibile relazione con il tipografo, allora attivo in quella città, Alexander van Haensbergen.
Il 31 maggio 1665 sposò a L'Aia Johanna van Heusden, anche se nel 1666 pare vivesse ad Utrecht.
Nel 1669 si trasferì all'Aia, dove divenne un membro della Confrerie Pictura, e vi rimase fino alla morte. Il 31 maggio 1679, dopo esser rimasto vedovo, si risposò con Sophia van der Snouck. Dall'inventario eseguito in quest'occasione, emerse la presenza di una ricca collezione di dipinti, tra cui parecchie copie da lui eseguite dal Poelenburch, una da Jan Both con figure del Poelenburch e quattro dipinti del Poelenburch stesso.  Dal 1682 al 1690 fece parte del consiglio direttivo della Confrerie Pictura. Negl'ultimi anni della sua vita si occupò di compravendita di oggetti d'arte assieme a Pieter de Jode. Morì a L'Aia il 10 gennaio 1705 a 63 anni.
Haensbergen fu un pittore piuttosto eclettico, interessandosi di svariati generi di pittura: dipinse paesaggi, in particolare paesaggi italiani, soggetti di genere, ritratti, quest'ultima attività intrapresa in quanto maggiormente redditizia, soggetti mitologici e nature morte con frutta. Subì l'influenza di Caspar Netscher, soprattutto nei ritratti, eseguiti nello stile di quest'ultimo pittore, tanto da creare problemi di attribuzione.
Secondo Golahny, quest'artista può essere annoverato tra i più importanti ed apprezzati allievi del Poelenburch, assieme a Dirck van der Lisse, Daniel Vertangen e Abraham van Cuylenborch, anche se non è certo che quest'ultimo fosse effettivamente un allievo, ma piuttosto un seguace.
Fu suo allievo il figlio Willem Johan van Haensbergen.

## Opere
- Diana e le sue ninfe scoprono la gravidanza di Callisto, olio su tavola, 40 x 53,5 cm[4]
- Paesaggio con donne al bagno, olio su tavola, 37,4 x 30,2 cm, 1660-1670, Centraal Museum, Utrecht
- Angeli annunciano ai pastori la nascita del Salvatore del Mondo[5]
- L'adorazione dei pastori[5]
- L'Adorazione dei Magi[5]
- L'Assunzione di Maria[5]